# 神崎安隆
神崎 安隆（かんざき やすたか、1932年8月2日 - 1985年）は、広島県出身で、1950年代前半に松竹ロビンスとその後身の大洋松竹ロビンスに在籍（その後、広島カープに移籍）したプロ野球選手（捕手）。
公式戦では1952年に放った安打1本で終わるが、その安打で別所毅彦の完全試合を阻止した。

## 来歴・人物
盈進商業高等学校では、1949年秋季中国大会に進むが、1回戦で米子東高に延長13回サヨナラ負け。翌1950年夏の甲子園予選は西中国大会準決勝に進むが、三原高に敗れる。高校では箱田淳の1学年下、土屋弘光と同期。
同校卒業後、1951年、松竹ロビンスに入団。現役選手ながらブルペン捕手としての役割を果たし、同年に高卒ルーキーとして一軍戦出場を1試合経験していた。
1952年6月15日の対読売ジャイアンツ戦（大阪スタヂアム）で、松竹打線は別所毅彦に9回2死まで一人の走者も出さない完全試合ペースで抑えられていた。そこで監督の新田恭一から指名された神崎は片山博に代わる代打で登場し、カウント2ストライク3ボールから遊撃手前へゴロを転がした。神崎は一塁へ全力疾走し、平井三郎からの送球より一瞬早く一塁を駆け抜けて内野安打としてプロ入り初安打を記録すると共に、別所の完全試合を阻止した。この安打が、神崎にとってプロ野球選手として最初で最後の安打だった。なお、18試合に出場した同年が、神崎にとって最も出場試合数が多いシーズンとなった。
1953年、合併により大洋松竹ロビンスに移籍したが、一軍での出番は無かった。1954年、故郷の球団である広島カープに移籍し、2試合に出場したが、同年限りで引退した。
引退後はプロ野球から離れ、小学生にソフトボールを教えるなどスポーツを普及させる活動を行っていたが、病気のため1985年に53歳で死去した。
後年、あるテレビ番組が上記の試合を取り上げた際、神崎は「自分はプロ野球選手としては成功できなかったが、あの内野安打がその後の人生を生きる自信となった」と述べた。別所はそれを見て、神崎があの試合を自分の人生のプラスにしていたことを知って嬉しく思ったという。
大洋→洋松→大洋→横浜→DeNAでは、2022年までの時点で唯一捕手で27番を着用した選手だった。他球団では正捕手の背番号として扱われることが多いが、1962年に佐々木吉郎が着用して以降は原則的に投手が着用し、特に平松政次の活躍以後はエースナンバーとして扱われたためである。

## 詳細情報

### 年度別打撃成績
| 年 度     | 球 団     | 試 合 | 打 席 | 打 数 | 得 点 | 安 打 | 二 塁 打 | 三 塁 打 | 本 塁 打 | 塁 打 | 打 点 | 盗 塁 | 盗 塁 死 | 犠 打 | 犠 飛 | 四 球 | 敬 遠 | 死 球 | 三 振 | 併 殺 打 | 打 率 | 出 塁 率 | 長 打 率 | O P S |
| --------- | --------- | ----- | ----- | ----- | ----- | ----- | -------- | -------- | -------- | ----- | ----- | ----- | -------- | ----- | ----- | ----- | ----- | ----- | ----- | -------- | ----- | -------- | -------- | ----- |
| 1951      | 松竹      | 1     | 0     | 0     | 0     | 0     | 0        | 0        | 0        | 0     | 0     | 0     | 0        | 0     | --    | 0     | --    | 0     | 0     | 0        | ----  | ----     | ----     | ----  |
| 1952      | 松竹      | 18    | 7     | 7     | 2     | 1     | 0        | 0        | 0        | 1     | 0     | 0     | 0        | 0     | --    | 0     | --    | 0     | 0     | 0        | .143  | .143     | .143     | .286  |
| 1954      | 広島      | 2     | 2     | 2     | 0     | 0     | 0        | 0        | 0        | 0     | 0     | 0     | 0        | 0     | 0     | 0     | --    | 0     | 0     | 0        | .000  | .000     | .000     | .000  |
| 通算：3年 | 通算：3年 | 21    | 9     | 9     | 2     | 1     | 0        | 0        | 0        | 1     | 0     | 0     | 0        | 0     | 0     | 0     | --    | 0     | 0     | 0        | .111  | .111     | .111     | .222  |

### 記録
- 初安打：1952年6月15日、対読売ジャイアンツ戦（大阪スタヂアム）、別所毅彦から内野安打

### 背番号
- 27（1951年 - 1953年）
- 44（1954年）

## 参照
- スポニチアネックス2009年6月11日付 「日めくりプロ野球」【6月15日】1952年(昭27)　完全試合まであと1球　別所毅彦ＶＳブルペン捕手